# Ahmed El-Shenawy
Ahmed Nasser Abdel Razek El-Shenawy (ar. أحمد الشناوي, ur. 14 maja 1991 w Port Saidzie) – egipski piłkarz grający na pozycji bramkarza. Od 2014 jest zawodnikiem klubu Zamalek SC.

## Kariera piłkarska
Swoją karierę piłkarską El-Shenawy rozpoczął w klubie Al-Masry. W 2008 roku awansował do pierwszego zespołu. W sezonie 2009/2010 zadebiutował w jego barwach w pierwszej lidze egipskiej. Grał w nim do końca sezonu 2013/2014.
Latem 2012 roku El-Shenawy był wypożyczony do Zamaleku, w którym swój debiut zaliczył 19 marca 2013 w wygranym 2:1 wyjazdowym meczu z Tala’ea El-Gaish SC. W sezonie 2012/2013 wywalczył z Zamalekiem wicemistrzostwo Egiptu i zdobył Puchar Egiptu. W 2014 roku został wykupiony przez Zamalek. W sezonie 2014/2015 sięgnął z nim po dublet (mistrzostwo oraz puchar kraju), a w sezonie 2015/2016 został wicemistrzem Egiptu.
| Sezon   | Klub       | Kraj  | Rozgrywki | Mecze | Gole |
| ------- | ---------- | ----- | --------- | ----- | ---- |
| 2008/09 | Al-Masry   | Egipt | I liga    | 0     | 0    |
| 2009/10 | Al-Masry   | Egipt | I liga    | 15    | 0    |
| 2010/11 | Al-Masry   | Egipt | I liga    | 11    | 0    |
| 2011/12 | Al-Masry   | Egipt | I liga    | 13    | 0    |
| 2012/13 | Zamalek SC | Egipt | I liga    | 1     | 0    |
| 2013/14 | Al-Masry   | Egipt | I liga    | 18    | 0    |
| 2014/15 | Zamalek SC | Egipt | I liga    | 26    | 0    |
| 2015/16 | Zamalek SC | Egipt | I liga    | 24    | 0    |
| 2016/17 | Zamalek SC | Egipt | I liga    |       |      |

## Kariera reprezentacyjna
W 2012 roku El-Shenawy wystąpił na Igrzyskach Olimpijskich w Londynie. W reprezentacji Egiptu El-Shenawy zadebiutował 8 października 2011 roku w wygranym 3:0 meczu kwalifikacji do Pucharu Narodów Afryki 2012 z Nigrem.